# St. Johannes der Täufer (Ballenberg)

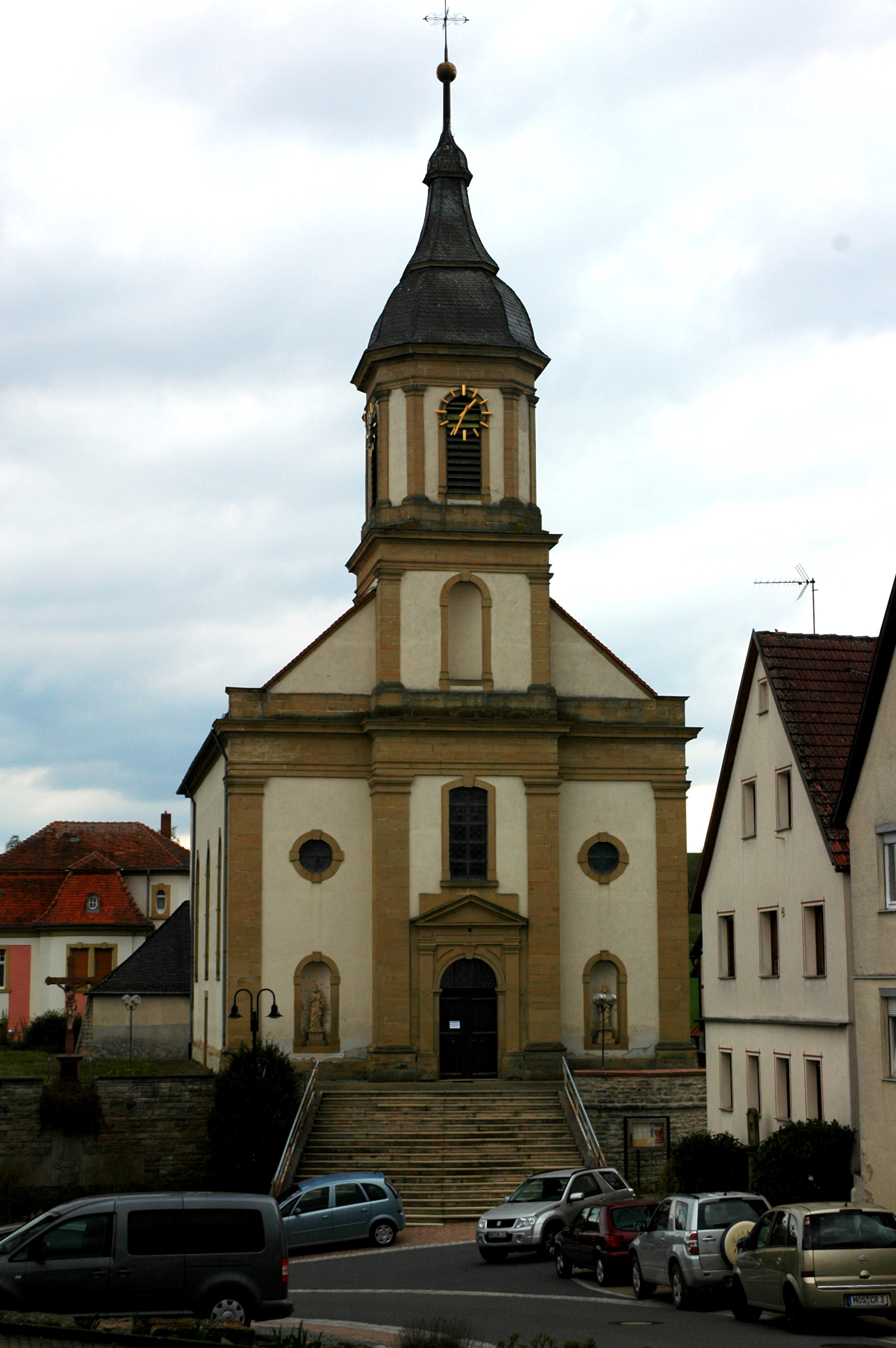
St. Johannes der Täufer in Ballenberg

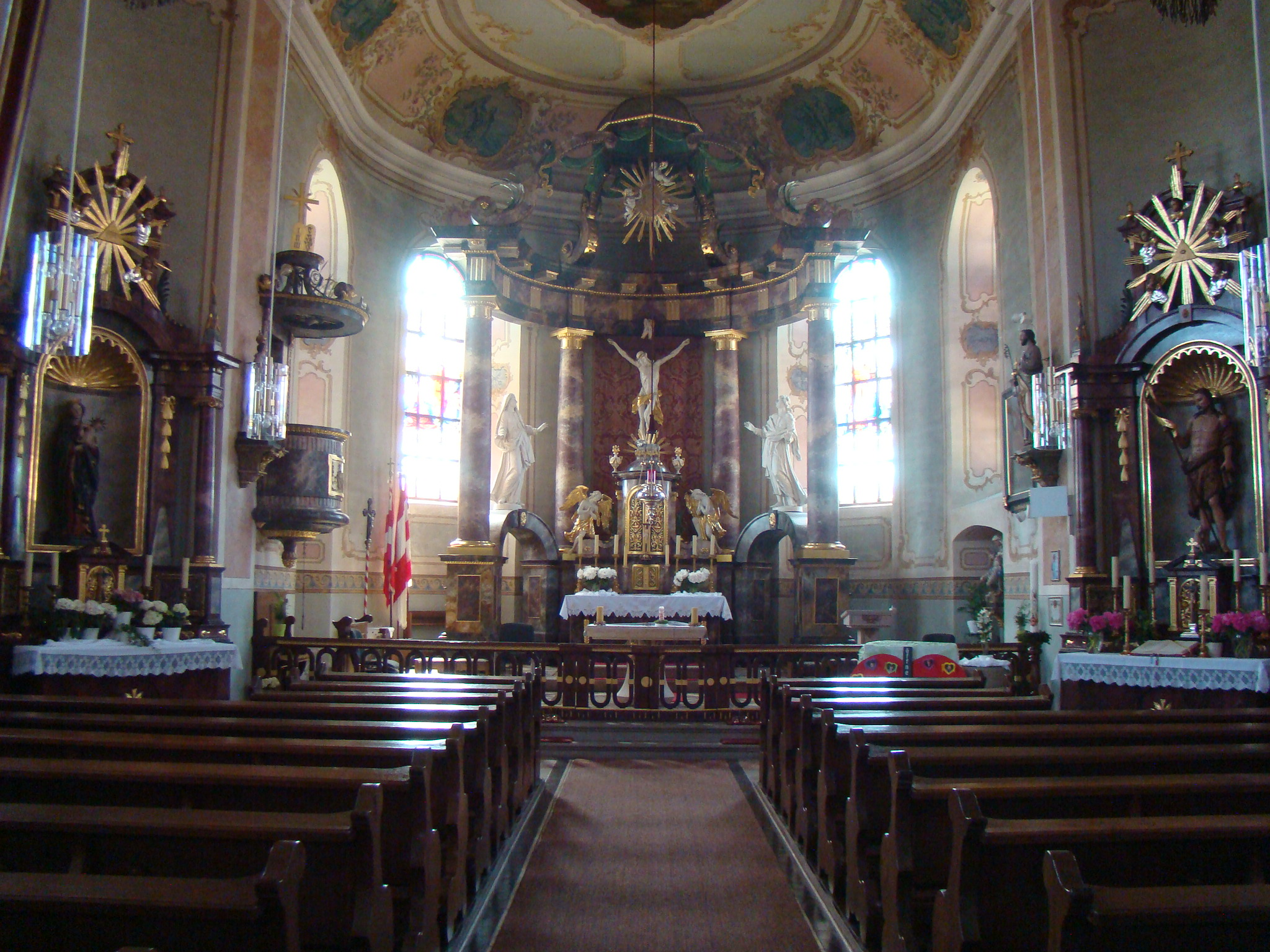
Innenansicht

Die römisch-katholische Pfarrkirche St. Johannes der Täufer steht in Ballenberg, einem Stadtteil von Ravenstein im Neckar-Odenwald-Kreis in Baden-Württemberg. Das Bauwerk ist beim Landesamt für Denkmalpflege Baden-Württemberg als Baudenkmal eingetragen. Die Kirchengemeinde gehört zum Dekanat Tauberbischofsheim des Erzbistums Freiburg.

## Beschreibung
Die klassizistische Saalkirche wurde 1796 nach einem Entwurf von Adam Beckert anstelle eines Vorgängerbaus errichtet. Sie besteht aus einem Langhaus mit drei Achsen, einem eingezogenen, dreiseitig geschlossenen Chor im Westen und der als Schauseite gestalteten, durch Pilaster in drei Bereiche geteilten Fassade im Osten, die über eine Freitreppe erreicht wird. Im mittleren Bereich befinden sich das mit einem Dreiecksgiebel verdachte Portal und der Fassadenturm, dessen oberstes, achteckiges Geschoss die Turmuhr und den Glockenstuhl mit vier Kirchenglocken beherbergt, und der mit einer gestuften Glockenhaube bedeckt ist.
Zur Kirchenausstattung gehören der Hochaltar und die Kanzel, die um 1800 gebaut wurden.